# Materia attiva

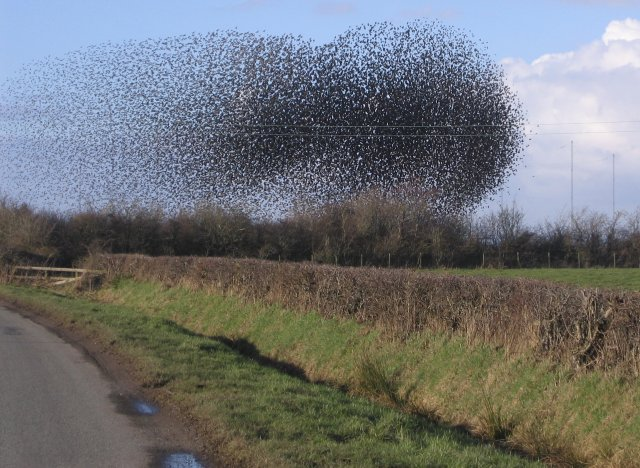
Uno stormo di storni, esempio di comportamento collettivo degli animali.

In fisica statistica per materia attiva si intende un sistema complesso composto da un gran numero di elementi attivi, ciascuno dei quali consuma energia per muoversi o per esercitare forze meccaniche. Tali sistemi sono intrinsecamente fuori dall'equilibrio termodinamico. A differenza dei sistemi termodinamici che si rilassano verso l'equilibrio e dei sistemi con condizioni al contorno che impongono flussi costanti, i sistemi di materia attiva rompono la simmetria di inversione temporale perché l'energia viene continuamente dissipata dai singoli costituenti. La maggior parte degli esempi di materia attiva sono di origine biologica e spaziano su tutte le scale dei viventi, dai batteri e dai biopolimeri auto-organizzanti quali microtubuli e actina (entrambi fanno parte del citoscheletro delle cellule viventi), ai banchi di pesci e agli stormi di uccelli. Inoltre, gran parte del lavoro sperimentale attuale è dedicato a sistemi sintetici come le particelle semoventi artificiali. La materia attiva è una concetto relativamente nuovo all'interno del campo della materia soffice: il modello più studiato, il modello di Vicsek, risale al 1995.
La ricerca sulla materia attiva combina tecniche analitiche, simulazioni numeriche ed esperimenti. Gli approcci teorici principali includono l'idrodinamica, la teoria cinetica e la meccanica statistica del non equilibrio. Gli studi numerici coinvolgono principalmente modelli di particelle semoventi, modelli basati su agenti come algoritmi di dinamica molecolare o modelli di gas reticolare, così come simulazioni computazionali di equazioni idrodinamiche di fluidi attivi. Gli esperimenti sui sistemi biologici si estendono su un'ampia gamma di scale, inclusi gruppi di persone e animali (ad esempio stormi di uccelli, branchi di mammiferi, banchi di pesci e sciami di insetti), colonie di micronuotatori come batteri, alghe unicellulari o spermatozoi, tessuti cellulari (ad esempio strati di tessuto epiteliale, crescita tumorale ed embriogenesi), componenti del citoscheletro (come reti actina-miosina o filamenti guidati da motori molecolari). Gli esperimenti sui sistemi artificiali includono colloidi semoventi (ad es. particelle a propulsione foretica), materia granulare guidata (ad esempio monostrati fatti vibrare), robot che sciamano e rotatori Quinke.